# Francesco Giacobbe
Francesco Giacobbe (Catania, 10 luglio 1958) è un politico italiano.

## Biografia
Francesco Giacobbe emigrò nel 1982 in Australia, dove vive attualmente con la moglie e i tre figli David, Daniel e Nicholas.
Nel 1990 si laurea in economia e commercio presso l'Università di Sydney, dove nel 1995 completa un master in contabilità e finanza e nel 2007 il dottorato di ricerca in contabilità.

### Elezione a senatore
Nel 2013 viene eletto senatore della XVII legislatura della Repubblica Italiana nella circoscrizione estero per il Partito Democratico.
Nel 2018 viene rieletto senatore.
Nel dicembre 2019 è tra i 64 firmatari (di cui solo altri 6 del Pd) per il referendum confermativo sul taglio dei parlamentari svoltosi nel settembre 2020.
Alle elezioni politiche anticipate del 25 settembre 2022 viene rieletto al Senato nella circoscrizione Estero per la lista Partito Democratico - Italia Democratica e Progressista.